# Phoenix Point
Phoenix Point je strateška videoigra s poteznim taktičnim bojevanjem, ki jo je razvil neodvisni studio Snapsot Games pod vodstvom Juliana Gollopa in izdal decembra 2019 prek digitalnega distributerja Epic Games Store. V razvoju sta še predelavi za igralni konzoli Xbox One in PlayStation 4.
Igra je zasnovana kot »duhovni naslednik« serije X-COM, ki jo je Gollop ustvaril v 1990. letih, a je franšizo kasneje odkupilo podjetje Firaxis Games in do nje nima več pravic. Dogajanje je postavljeno v leto 2047, na vrhuncu invazije nezemeljske inteligence, ki je s spuščanjem lovecraftovskih pošasti tik pred uničenjem človeštva. Igralec prevzame vlogo poveljnika organizacije Phoenix Project, ki mora upravljati z viri, da vzpostavi in opremi taktične vojaške ekipe ter se z njimi zoperstavi grožnji. V strateškem pogledu gradi oporišča in pošilja ekipe raziskovat lokacije po vsej zemeljski obli, da pridobiva zaloge ter navezuje stike s frakcijami preživelih ljudi. Ko naleti na sovražnike, igra preklopi v potezni taktični način, v katerem se igralec spopade z nasprotnimi enotami.
Ob izidu je bila igra deležna razmeroma dobrega, a neenotnega odziva kritikov, ki so večinoma pohvalili taktično in strateško zasnovo, po drugi strani pa so bili nekateri mnenja, da je nekoliko nedodelana ter neuravnotežena. Kasneje je izšlo še nekaj dodatkov, ki med drugim dodajo dve novi ločini obstoječih frakcij ljudi in omogočijo nadgrajevanje vojakov z bioničnimi telesnimi deli.

## Zgodba
V bližnji prihodnosti se zaradi taljenja permafrosta sprosti uničujoč virus, poimenovan Pandoravirus, in prične mutirati živa bitja v agresivne morske pošasti, ki spominjajo na grozote iz fantazijskih romanov H.P. Lovecrafta. Hkrati se ob obali pojavi skrivnostna megla, ki vpliva na psiho ljudi, da množično odkorakajo v morje in pridejo ven spremenjeni. Kmalu je civilizacija na robu propada, preživeli ljudje pa se umaknejo v zavarovana naselja ene od treh frakcij, ki se razlikujejo po ideologiji in odnosu do grožnje: militaristični New Jericho želi očistiti Zemljo in zavarovati čistost človeške vrste, Disciples of Anu spominjajo na kult, ki časti virus in ga želi uporabiti za izboljšanje človeka po svojih zamislih, Synedrion pa so utopični egalitaristični kolektiv, ki išče pot, kako sobivati z njim.
Leta 2049, ko je invazija na vrhuncu, dobi igralčev lik, podtalni operativec mednarodne paravojaške organizacije Phoenix Project, poziv, da prevzame poveljstvo nad oporiščem in se zoperstavi grožnji. Od človeštva so ostale le omenjene tri frakcije z izoliranimi utrjenimi naselji, s katerimi lahko stopi v stik in trguje. Spozna tudi, da je edini preostali predstavnik organizacije, zato mora najti tudi preostala oporišča in jih aktivirati, da vzpostavi vojaško moč. Kljub temu, da se bliža konec sveta, so frakcije sprte med seboj, igralec pa lahko postane zaveznik le ene od njih, kar vpliva na to, kakšno tehniko bo imel na voljo ter vpliva na konec igre.
Tekom igre vojaki odkrijejo arhive nekoč vplivne organizacije Phoenix Project, ki je bila ustanovljena za boj proti tovrstni grožnji. Njeni raziskovalci so namreč odkrili, da je virus prišel iz vesolja, od koder ga nadzoruje mogočno nezemeljsko bitje in vsakih nekaj desettisoč let povzroči propad civilizacije v poskusu zavladati svetu. Najdejo tudi nadzorni mehanizem, od zavezništva, ki ga je izbral igralec, pa je odvisno, kaj z njim storijo na koncu.

## Igranje
Kot duhovni naslednik serije X-COM se igra močno zgleduje po Gollopovih UFO: Enemy Unknown in X-COM: Terror from the Deep, pa tudi novejših delih studia Firaxis, kot je XCOM: Enemy Unknown, pri katerih ni sodeloval. To velja tako za zgodbo kot za zasnovo in grafično podobo.
Igralec začne z enim letalom in enoto vojakov v začetnem oporišču, od koder mora pošiljati to enoto raziskovat svet, predstavljen v obliki virtualnega globusa (»Geoscape«). Na različnih lokacijah najde naselja vseh treh frakcij, druga oporišča Phoenix Projecta in skrivališča zalog, ki jih mora obraniti pred pošastmi. Z naselji lahko trguje in od njih rekrutira nove vojake. Zaloge surovin porablja za opremljanje vojakov in nadgrajevanje oporišč, kar povečuje njegovo vojaško moč. Sčasoma mora izbrati eno od frakcij, ki so zaradi razlik v sporu med seboj, to pa ga pripelje tudi v oborožen konflikt z ostalimi.
Ko naleti na nasprotnike, preklopi igra v tretjeosebni taktični pogled, v katerem se na potezi izmenjujeta igralec in računalniško voden nasprotnik. Vsaka stopnja v taktičnem načinu je proceduralno generirana in tako unikatna. Na njej so različne prepreke, kot so zgradbe in drugi objekti, ki jih je možno delno uničiti z orožjem. Cilj misije je običajno eliminirati vse nasprotnike, najti in prinesti nek predmet ali bodisi uničiti, bodisi obvarovati strateško ključen cilj. Vojaki pripadajo šestim različnim razredom (jurišniki, težka podpora, ostrostrelci ipd.), vsak od njih ima svojo oborožitev in posebne sposobnosti, poleg tega pa tri lastnosti: moč, hitrost in voljo, ki jih je možno nadgrajevati z izkušnjami.
Vsak vojak ima določeno število akcijskih točk, ki jih lahko porabi v potezi za premikanje, streljanje in druge akcije v poljubnem vrstnem redu. Za strel preklopi v prvoosebni pogled, kjer je možno naciljati točno določen del telesa sovražnika, podobno kot pri novejših delih serije Fallout. Igra izračuna trajektorijo za vsak naboj v rafalu posebej, kar velja tudi za sovražnikove strele, zato je pomembno kritje. Inovativna značilnost igre je, da naj bi se sovražniki med misijami prilagajali na igralčevo taktiko. V igri je nekaj osnovnih tipov mutiranih bitij, ki v kasnejših fazah igre s proceduralnimi mutacijami pridobivajo boljšo opremo, domnevno v skladu s tem, kaj se je v prejšnjih misijah izkazalo za koristno (torej igra simulira evolucijo), a to po mnenju recenzentov ni zelo očitno. Človeški nasprotniki pridobivajo opremo skladno s tem, kakšne inovacije je dotlej raziskala njihova frakcija.

## Razvoj in izid
Za razvoj je odgovorno podjetje Snapshot Games, ki ga je Gollop ustanovil z Davidom Kayeom v Bolgariji. Po začetnem razvoju je konec aprila 2017 zagnalo kampanjo množičnega financiranja na platformi Fig in do konca kampanje zbralo skoraj milijon USD, dvakrat več od ciljne vsote. Do avgusta 2018 so zbrali že za več kot 2,1 milijona USD prednaročil.
Gollop je ob uspešnem zaključku kampanje na Fig izjavil, da bo v ekipi približno 30 razvijalcev. Pri tem je ocenil, da bo razvoj zaradi nižjih stroškov dela v Bolgariji stal tretjino toliko kot bi v ZDA. Kasneje je odkrito povedal, da se je pri oblikovanju zgledoval po novejših delih serij X-COM in Fallout.
Izid je bil sprva načrtovan za zadnje četrtletje 2018, a so ga zamaknili v naslednje leto, da so imeli več časa za integracijo vsebin v končni izdelek. Spomladi 2019 je prišla v javnost novica, da so podpisali ekskluzivni dogovor za distribucijo prek platforme Epic Games Store, kar je podjetju prineslo še dodatnih 2,25 milijona USD. Igra je izšla v začetku decembra 2019.

## Odziv
| Agregator  | Ocena  |
| ---------- | ------ |
| Metacritic | 74/100 |

| Publikacija    | Ocena  |
| -------------- | ------ |
| GameSpot       | [ 6 ]  |
| IGN            | 70/100 |
| PC Gamer (ZDA) | 77/100 |

Odziv kritikov je bil mešan in na spletišču Metacritic, ki zbira in povpreči ocene, ima povprečno oceno 74 %.
Ocenjevalci so bili v splošnem mnenja, da vsebuje precej inovativnih pristopov k žanru, ki pa zaradi nedodelanosti ne pridejo do pravega izraza. Kritik je bil deležen predvsem taktičen način, ki zaradi premalo raznolikih misij in sovražnikov sčasoma postane dolgočasen in neuravnotežen, v njem pa je ob izidu ostalo tudi precejšnje število hroščev. Po drugi strani je bila pohvaljena politika med frakcijami v strateškem načinu.
Kljub nedodelanosti je bil Phoenix Point označen za verodostojen žanrski izdelek.